# St. Pankratius (Untersanding)

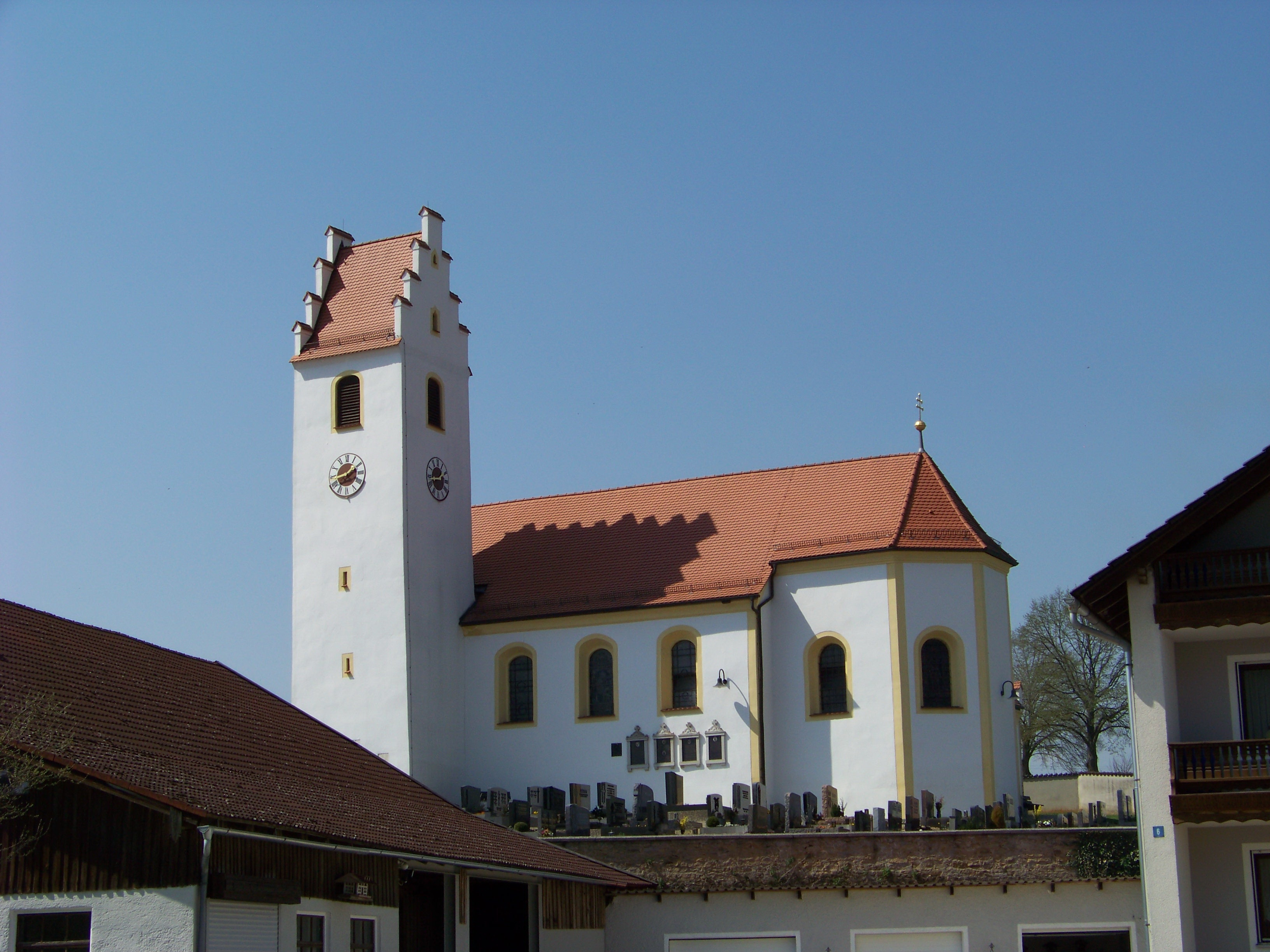
St. Pankratius (Untersanding)

Die St. Pankratius ist eine römisch-katholische, denkmalgeschützte Filialkirche in Untersanding, einem Gemeindeteil der Gemeinde Thalmassing im Landkreis Regensburg in der Oberpfalz. Sie gehört zum Bistum Regensburg. Das Bauwerk ist unter der Denkmalnummer D-3-75-205-15 als Baudenkmal in die Bayerische Denkmalliste eingetragen.

## Beschreibung
Die Saalkirche wurde im späten 17. Jahrhundert unter Einbeziehung älteren Mauerwerks erbaut. Sie besteht aus einem Langhaus, einem eingezogenen, dreiseitig geschlossenen Chor im Osten und einem Kirchturm an der Südwestecke des Langhauses, dessen untere Geschosse gotisch sind. Er wurde später mit zwei Geschossen aufgestockt, das untere beherbergt die Turmuhr, das obere den Glockenstuhl, und mit einem Satteldach zwischen Staffelgiebeln bedeckt.
Der Innenraum des Langhauses ist mit einer Flachdecke mit Hohlkehle überspannt, der des Chors mit einem Stichkappengewölbe. Die Glasmalereien im Chor entstanden erst 1883. Zur Kirchenausstattung gehört ein um 1700 gebauter Hochaltar, dessen Altarretabel erst im frühen 19. Jahrhundert hinzugefügt wurde. Auf dem Schalldeckel der um 1730 gebauten Kanzel steht die Statuette des Guten Hirten. Die Orgel wurde 1833 von Johann Heinssen gebaut.